# Jaloo
Pour les articles homonymes, voir Jaloo (homonymie).
Jade Melo, plus connue sous son nom de scène Jaloo, née le 6 septembre 1987 à Castanhal, au Brésil, est une autrice-compositrice-interprète, DJ et réalisatrice artistique brésilienne. Après avoir publié plusieurs EP indépendamment, elle sort son premier album #1 le 23 octobre 2015.

## Biographie
En 2023, Jaloo déclare s'identifier comme personne non binaire et utilise à partir de ce moment le genre féminin pour parler d'elle-même.

## Discographie

### Albums studio
| Album      | Détails                                                                        |
| ---------- | ------------------------------------------------------------------------------ |
| #1         | - Sortie : 23 octobre 2015 - Formats : CD, téléchargement - Label : Skol Music |
| ft (pt. 1) | - Sortie : 6 septembre 2019 - Formats : CD, téléchargement - Label : Elemess   |
| MAU        | - Sortie : 25 octobre 2023 - Formats : CD, téléchargement - Label :            |

### EP
| EP             | Détails                                                                      |
| -------------- | ---------------------------------------------------------------------------- |
| Female & Brega | - Sortie : 23 octobre 2012 - Formats : téléchargement - Label : Indépendant  |
| Couve          | - Sortie : 26 novembre 2014 - Formats : téléchargement - Label : Indépendant |
| Insight        | - Sortie : 26 novembre 2014 - Formats : téléchargement - Label : Skol Music  |

## Filmographie
- 2018 : Paraíso Perdido, Imã